# 建寧 (漢)
建寧（けんねい）は、後漢の霊帝劉宏の治世に行われた最初の元号である。168年 - 172年。建寧5年は5月に改元されて熹平元年となった。

## 出来事
- 元年1月：霊帝劉宏が即位。建寧と改元。12歳の幼帝であるため竇太后がなお朝政を執る。
- 2年：竇武、陳蕃らが宦官排斥を計画するが失敗、李膺ら100余人も処刑され、600人から700人が禁錮となる（第二次党錮の禁）。

## 西暦・干支との対照表
| 建寧 | 元年  | 2年   | 3年   | 4年   | 5年   |
| 西暦 | 168年 | 169年 | 170年 | 171年 | 172年 |
| 干支 | 戊申  | 己酉  | 庚戌  | 辛亥  | 壬子  |